# Henry Vars

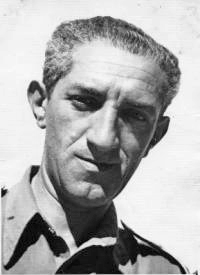
Henry Vars, 1944

Henry Vars (* 29. Dezember 1902 in Warschau; † 1. September 1977 in Los Angeles; eigentlich Henryk Warszawski, später bekannt als Henryk Wars) war ein US-amerikanischer Komponist polnischer Herkunft.
Vars wurde in einer musikbegeisterten jüdischen Familie in Warschau geboren. Nach einem kurzen Studium an der Warschauer Akademie der Bildenden Künste wechselte er mit einem Stipendium an das Warschauer Musikkonservatorium, das er 1925 beendete. Anschließend arbeitete er als Solist und Dirigent in verschiedenen Warschauer Cabarets und Musicaltheatern.
1930 schrieb er – bereits stark beeinflusst vom Jazz – seine erste Musik für den Film Na Sybir (Nach Sibirien), einen der ersten polnischen Tonfilm(e) überhaupt. Es folgten bis 1939 ca. 50 weitere Filmmusiken, womit er etwa ein Drittel aller polnischen Filme dieses Jahrzehnts mit Musik unterlegte. Viele seiner Songs wurden Hits, vorgetragen von in Polen so bekannten Künstlern wie Eugeniusz Bodo oder Hanka Ordonówna. In seiner Bedeutung für die nationale Musikproduktion kann er bedenkenlos mit der eines Irving Berlin für die USA verglichen werden.
Vars, der auch eine militärische Ausbildung genossen hatte, wurde zu Beginn des Zweiten Weltkriegs in die polnische Armee eingezogen und geriet kurzzeitig in deutsche Kriegsgefangenschaft, aus der er fliehen konnte. Anschließend begab er sich ins sowjetisch besetzte Lemberg, wo er die Jazzband Tea Jazz gründete. Ende 1941 trat er zusammen mit seinen Musikern dem Zweiten Polnischen Korps der Anders-Armee bei, mit der er dann 1943 die UdSSR verließ und nach Westen gelangte. Nach Kriegsende emigrierte er in die USA, wo er seinen Namen in Vars änderte. Zunächst schlug er sich trotz einiger Empfehlungsschreiben mit verschiedenen Hilfsarbeiten durch und lebte in Armut. Erst 1951 bekam er wieder die Möglichkeit, Filmmusik zu schreiben. Es entstanden in den folgenden Jahrzehnten Melodien und Lieder für zahlreiche Western, aber auch für B-Movies und Horrorfilme. Zu den Interpreten seiner Lieder gehörten aber auch Bing Crosby, Doris Day, Brenda Lee oder Dinah Shore. Den meisten Erfolg hatte er jedoch mit den Titelmusik für die amerikanische Fernsehserien Flipper aus dem Jahre 1963 und Daktari von 1966.
Einer seiner bekanntesten Songs aus der Vorkriegszeit (Umówiłem Się z Nią na Dziewiątą) fand auch Eingang in Roman Polańskis Film Der Pianist.

## Filmmusik (Auswahl)
- 1956: Der Siebente ist dran (Seven Men From Now)